# أرانتشا بارا سانتونجا
أرانتشا بارا سانتونجا (بالإسبانية: Arantxa Parra) هي لاعبة كرة مضرب إسبانية بدأت مسيرتها الاحترافية في سنة 2000 وتلعب باليد اليمنى. شاركت في دورة الألعاب الأولمبية الصيفية.

## الخط الزمني للفردي
مفتاح
| ف | ن | ن.ن | ر.ن | د# | د.م | ل | أ.أ | ت | غ | ب | ف | ذ | م.خ | ل.ت |

(ف) فاز بالبطولة (ن) وصل النهائي (ن.ن) نصف النهائي (ر.ن) ربع النهائي (د#) الأدوار الأربعة الأولى (د.م) دور المجموعات (ل) شارك في كأس ديفيز (أ.أ) خرج من الأدوار الاولى (ت) خسر التصفيات التأهيلية (غ) غاب عن الحدث أو البطولة (ب) حصل على ميدالية برونزية (ف) حصل على ميدالية فضية (ذ) حصل على ميدالية ذهبية (م.خ) بطولة الماسترز خُفضت إلى مرتبة أقل (ل.ت) البطولة لم تعقد في السنة المعينة.
لتجنب الارتباك وازدواجية الحساب، يتم تحديث هذه المعلومات إما في نهاية البطولة، أو عندما تكون مشاركة اللاعب في البطولة قد انتهت.
| الدورة                        | 2002 | 2003 | 2004 | 2005 | 2006 | 2007 | 2008 | 2009 | 2010 | 2011 | 2012 | 2013 | 2014 | 2015 | م.ف    | ف-خ   |
| ----------------------------- | ---- | ---- | ---- | ---- | ---- | ---- | ---- | ---- | ---- | ---- | ---- | ---- | ---- | ---- | ------ | ----- |
| بطولة أستراليا المفتوحة للتنس | غ    | ت1   | د1   | د1   | د2   | ت1   | غ    | غ    | د1   | د1   | ت2   | ت2   | غ    | غ    | 0 / 5  | 1–5   |
| دورة رولان غاروس الدولية      | غ    | ت1   | د3   | د2   | د1   | غ    | غ    | غ    | د2   | د1   | ت2   | ت3   | غ    | غ    | 0 / 5  | 4–5   |
| ويمبلدون                      | غ    | د2   | د2   | د1   | ت2   | غ    | غ    | د2   | د2   | د1   | غ    | غ    | غ    | غ    | 0 / 6  | 4–6   |
| أمريكا المفتوحة               | ت1   | د2   | د2   | د1   | ت1   | غ    | غ    | غ    | د1   | ت1   | غ    | ت1   | غ    |      | 0 / 4  | 2–4   |
| فوز-خسارة                     | 0–0  | 2–2  | 4–4  | 1–4  | 1–2  | 0–0  | 0–0  | 2–3  | 2–4  | 0–3  | 0–0  | 0–0  | 0–0  | 0–0  | 0 / 20 | 11–20 |

## وصلات خارجية
- أرانتشا بارا سانتونجا على موقع رابطة محترفات التنس (الإنجليزية)
- أرانتشا بارا سانتونجا على موقع الاتحاد الدولي لكرة المضرب (الإنجليزية)
- أرانتشا بارا سانتونجا على موقع كأس بيلي جين كينغ (الإنجليزية)
- أرانتشا بارا سانتونجا على موقع خلاصة التنس.كوم (الإنجليزية)
- أرانتشا بارا سانتونجا على موقع إي إس بي إن.كوم (الإنجليزية)
- أرانتشا بارا سانتونجا على موقع اللجنة الأولمبية الدولية (الإنجليزية)
- أرانتشا بارا سانتونجا على موقع أوليمبيديا (الإنجليزية)

- الموقع الرسمي